# ¡Viva Zapata!
¡Viva Zapata! – drugi album zespołu 7 Year Bitch wydany 28 czerwca 1994 przez wytwórnię C/Z Records. Materiał nagrano w studiu "Avast! Recording Co." w Seattle. Płyta jest hołdem dla Mii Zapaty.

## Lista utworów
1. "The Scratch" (S. Vigil, E. Davis) – 1:59
2. "Hip Like Junk" (S. Vigil, E. Davis) – 3:50
3. "M.I.A." (S. Vigil, E. Davis) – 3:54
4. "Derailed" (S. Vigil, E. Davis) – 3:11
5. "Cat's Meow" (S. Vigil, E. Davis) – 3:54
6. "Rock A Bye" (S. Vigil, E. Davis) – 2:39
7. "It's Too Late" (J. Carroll) – 2:39
8. "Damn Good and Well" (S. Vigil, E. Davis) – 1:59
9. "Kiss My Ass Goodbye" (S. Vigil, E. Davis) – 2:53
10. "Icy Blue" (S. Vigil, E. Davis) – 3:57
11. "Get Lit" (S. Vigil, R. Dunne) – 1:53

## Skład
- Selene Vigil – śpiew
- Roisin Dunne – gitara
- Elizabeth Davis – gitara basowa
- Valerie Agnew – perkusja

produkcja
- Jack Endino – nagranie, producent
- 7 Year Bitch – producent